# Saison 2a de Franky
 (avril 2018).
Si vous disposez d'ouvrages ou d'articles de référence ou si vous connaissez des sites web de qualité traitant du thème abordé ici, merci de compléter l'article en donnant les références utiles à sa vérifiabilité et en les liant à la section « Notes et références ».
Chronologie
Saison 1 Saison 2b
La deuxième saison de Franky a été diffusée du 30 mai 2016 au 19 août 2016 sur Nickelodeon Amérique latine.
En France, elle est diffusée du 11 septembre 2017 au 21 décembre 2017 sur Gulli.

## Synopsis
Franky gagne le concours d'androïdes et reçoit un cœur lui permettant de ressentir toutes les émotions humaines. Pendant l'absence de leur maman, elle et Clara sont prises en charge par Cassandre, qui prétend être une partenaire scientifique. Elle est en réalité la dirigeante d'une organisation de scientifiques ayant de mauvaises intentions telles que créer des robots capables de dominer et souhaite conquérir le monde ; Sofia court un grand danger car elle doit se joindre de force à cette organisation maléfique, ignorant que Cassandre en est le chef. Cette dernière lors de la saison, met tout en œuvre pour que Franky déteste les humains et soit le leader du MIAOU (mouvement international des androïdes offensifs unis).
À l'école CMA, Segundo Mejía, le frère jumeau de Paul, succède Élizabeth Manotas en tant que directeur. Bien que son frère, physiquement, lui ressemble comme deux gouttes d'eau, les deux jumeaux entre eux sont très différents : Paul est un grand scientifique amoureux de la technologie, contrairement à Segundo et, qui déteste particulièrement les androïdes. Ayant une passion pour la nature, il crée une ligue anti-robot et collabore au cours de la saison avec Lorenzo Bravo, chef de toutes les ligues et Raymond.
Pour sortir du laboratoire secret, Sofia utilise une expérience, un processus très risqué l'introduisant dans une coquille robotique, ayant pour but de changer complètement d'apparence. Tout réussit, elle se fait passer pour une nourrice engagée par Sofia et prend le nom de Sabrina Aguilera, pour être proche de ses siens.
D'une autre part, Roby accomplit le rêve d'être un super-héros et se nomme Andromax, qui suscite l'admiration de Loli ; le jeune garçon est fou de Douze mais, ignorant que « Bobie » (surnom qu'elle donne à Roby) est Andromax, elle tombe amoureuse de ce dernier. Lorsqu'elle apprend la vérité, Douze a des sentiments mitigés car elle déteste Roby et le troube idiot. À la fin de cette saison, ils finissent par sortir ensemble et elle devient "Super Douce".
Au cours de la deuxième saison, Franky apprend à connaître toutes les émotions et à écouter son cœur. Cassandre installe la puce M4L ou Mal dans le système de Franky, prenant ainsi le contrôle de ses sentiments. Elle va ressentir les aspects négatifs de la nature humaine, comme : la colère, le mensonge, l'anxiété et la paresse. Peu à peu, tous ses amis apprennent son secret et l'acceptent telle qu'elle est. En plus de se battre pour contrôler ses nouvelles émotions, Franky doit faire face à de nouvelles attaques de la ligue anti-robots.
La saison tourne autour du concours de groupes, une compétition où tout le monde participe, divisés en trois groupes : Franky et ses androïdes, composé de : Franky, Douze, Treize et Roby, les humains d'abord : composé de Tamara, Delphine, Christian et Mariano, et enfin un duo composé d'Ivan et Loli. Dans cette saison, la série comprend des chansons originales telles que Ritmo Robotico et Amigos Rivales, le résultat de la participation des groupes de la compétition. Cependant, Lorenzo séquestré atteint la finale et extermine presque les quatre androïdes mais tout le monde arrivent à temps pour les sauver. Cassandre ayant effacé la mémoire et volé la seule sauvegarde existante de Franky, cette dernière ne se souvient donc de rien et doit recommencer à zéro. La saison se termine par la présentation au monde des quatre androïdes, par une nouvelle rencontre de Franky et Christian dans le même parc que celui dans lequel ils se sont rencontrés la première fois et par l'apparition d'un androïde mystérieux (Isabella Castillo), tombant du ciel sur un navire et annonçant « Objectif atteint » en observant Christian et Franky.

## Distribution

### Acteurs principaux
- María Gabriela de Faría : Franky Andrade / Prototype FR4NK13
- Martin Barba : Christian Montero
- Eduardo Pérez : Roby Mejía / Prototype R0B1
- Danielle Arciniegas : Tamara Franco
- Lugo Duarte : Iván Villamil
- Kristal : Loli Rivas
- Alejandra Chamorro : Delphine Montero
- Emmanuel Restrepo : Mariano Puentes
- María José Pescador : Clara Andrade
- Brandon Figueredo : Benjamín Franco
- Viviana Santos : Douze / Prototype D0C3
- Andrés Mercado : Treize / Andrès / Prototype TR3C3

### Acteurs récurrents
- Paula Barreto : Sofía Andrade
- Maria Teresa Barreto : Sabrina Aguilera
- Jorge López : Wilson Andrade
- George Slebi : Paul Mejía / Segundo Mejía
- Jimena Durán : Marguerite Montero de Mejía
- José Manuel Ospina : Raymond Puentes
- Natalia Durán : Kassandre Ramírez
- Christian McGaffney : Lorenzo Bravo
- Ana María Kamper : Brigitte Barrios de Mejía
- Yuly Pedraza : professeur de Franky
- Martha Hernández : professeur de Clara et Benjamín
- Duvier Tovar : Pollo
- Lina Bolaño : Lina
- Juan Pablo Obregón : Benito Franco
- Nidia Eugenia Penagos : Emilia Andrade
- Mauro Urquijo : Eduardo Rivas
- Francisco Zanconi : Porte-parole
- María Margarita Giraldo : Doña Inés
- Jorge Andrés Ruíz : Santiago Barrios
- Ronald Torres Mora : Bruno
- Jonatan Ramírez Diaz : Lúcio
- Alejandro Tamayo : Dr Steinberg
- Darwyn Ernesto Pérez : Leo
- José Julián Gaviria : Thomas Ramírez / Onze / Prototype 0NC3
- Juan Nicolas Spitciancs : Adrián

### Invités
- Isabella Castillo : Lou / Prototype 708
- Nelson Camayo : Dr Suricate
- Juliana Velásquez : Gabriela
- Victoria Góngora : Rosaura
- Sergio Luna : Sergio
- María Camila Pabón : Francisca
- Ana María Quijano : Noelia
- Sebastián Carvajal : Rodrigo LeBlanc
- Guillermo Gálvez : Camilo Franco
- Harina Vanessa Oviedo : Eugenia
- Helen Valeria Rojas : Camila Soler
- Isabel Cristina Estrada : Sara
- Sara Rodríguez Deray : Mary Ann
- Isabella Miranda Moreno : Melanie
- Christian Gómez Vélez : Médecin
- Daniela Martínez : Valentina
- Juan Jose Aguerre : Álvarez

## Épisodes

### Épisode 1:Le Retour
- Colombie : 30 mai 2016 sur Nickelodeon (Amérique latine)
- France : 11 septembre 2017 sur Gulli

### Épisode 2:Ma petite amie est un robot
- Colombie : 31 mai 2016 sur Nickelodeon (Amérique latine)
- France : 12 septembre 2017 sur Gulli

### Épisode 3:Franky fait un court-circuit
- Colombie : 1er juin 2016 sur Nickelodeon (Amérique latine)
- France : 13 septembre 2017 sur Gulli

### Épisode 4:Franky vs. la ligue anti-robots
- Colombie : 2 juin 2016 sur Nickelodeon (Amérique latine)
- France : 14 septembre 2017 sur Gulli

### Épisode 5:On joue avec le cœur de Franky
- Colombie : 3 juin 2016 sur Nickelodeon (Amérique latine)
- France : 18 septembre 2017 sur Gulli

### Épisode 6:La nouvelle vie de Franky
- Colombie : 6 juin 2016 sur Nickelodeon (Amérique latine)
- France : 19 septembre 2017 sur Gulli

### Épisode 7:Franky et ses androïdes
- Colombie : 7 juin 2016 sur Nickelodeon (Amérique latine)
- France : 20 septembre 2017 sur Gulli

### Épisode 8:Franky et la sœur jumelle
- Colombie : 8 juin 2016 sur Nickelodeon (Amérique latine)
- France : 21 septembre 2017 sur Gulli

### Épisode 9:La Déception de Franky
- Colombie : 9 juin 2016 sur Nickelodeon (Amérique latine)
- France : 25 septembre 2017 sur Gulli

### Épisode 10:Franky et la puce de la méchanceté
- Colombie : 10 juin 2016 sur Nickelodeon (Amérique latine)
- France : 26 septembre 2017 sur Gulli

### Épisode 11:L'Épidémie de bisous
- Colombie : 13 juin 2016 sur Nickelodeon (Amérique latine)
- France : 27 septembre 2017 sur Gulli

### Épisode 12:La Traque des androïdes
- Colombie : 14 juin 2016 sur Nickelodeon (Amérique latine)
- France : 28 septembre 2017 sur Gulli

### Épisode 13:Treize, le nouveau petit-ami de Franky
- Colombie : 15 juin 2016 sur Nickelodeon (Amérique latine)
- France : 2 octobre 2017 sur Gulli

### Épisode 14:Franky, l’obsession de Treize
- Colombie : 16 juin 2016 sur Nickelodeon (Amérique latine)
- France : 3 octobre 2017 sur Gulli

### Épisode 15:La colère de Franky
- Colombie : 17 juin 2016 sur Nickelodeon (Amérique latine)
- France : 4 octobre 2017 sur Gulli

### Épisode 16:Franky retrouve sa maman
- Colombie : 20 juin 2016 sur Nickelodeon (Amérique latine)
- France : 5 octobre 2017 sur Gulli

### Épisode 17:L’amie d’enfance de Franky
- Colombie : 21 juin 2016 sur Nickelodeon (Amérique latine)
- France : 9 octobre 2017 sur Gulli

### Épisode 18:Un secret plus si secret
- Colombie : 22 juin 2016 sur Nickelodeon (Amérique latine)
- France : 10 octobre 2017 sur Gulli

### Épisode 19:Tamara fait du chantage
- Colombie : 23 juin 2016 sur Nickelodeon (Amérique latine)
- France : 11 octobre 2017 sur Gulli

### Épisode 20:Franky prend sa revanche
- Colombie : 24 juin 2016 sur Nickelodeon (Amérique latine)
- France : 12 octobre 2017 sur Gulli

### Épisode 21:Franky contre Franky
- Colombie : 27 juin 2016 sur Nickelodeon (Amérique latine)
- France : 16 octobre 2017 sur Gulli

### Épisode 22:Les mains de Franky
- Colombie : 28 juin 2016 sur Nickelodeon (Amérique latine)
- France : 17 octobre 2017 sur Gulli

### Épisode 23:Tremblez Robots!
- Colombie : 29 juin 2016 sur Nickelodeon (Amérique latine)
- France : 18 octobre 2017 sur Gulli

### Épisode 24:Maman protège Franky
- Colombie : 30 juin 2016 sur Nickelodeon (Amérique latine)
- France : 19 octobre 2017 sur Gulli

### Épisode 25:Franky, une redoutable rivale
- Colombie : 1er juillet 2016 sur Nickelodeon (Amérique latine)
- France : 23 octobre 2017 sur Gulli

### Épisode 26:La nouvelle ennemie de Franky
- Colombie : 4 juillet 2016 sur Nickelodeon (Amérique latine)
- France : 24 octobre 2017 sur Gulli

### Épisode 27:L’odorat de Franky
- Colombie : 5 juillet 2016 sur Nickelodeon (Amérique latine)
- France : 25 octobre 2017 sur Gulli

### Épisode 28:Les pouvoirs de Franky
- Colombie : 6 juillet 2016 sur Nickelodeon (Amérique latine)
- France : 26 octobre 2017 sur Gulli

### Épisode 29:Franky, démasquée?
- Colombie : 7 juillet 2016 sur Nickelodeon (Amérique latine)
- France : 30 octobre 2017 sur Gulli

### Épisode 30:Franky et ses androïdes en concert
- Colombie : 8 juillet 2016 sur Nickelodeon (Amérique latine)
- France : 31 octobre 2017 sur Gulli

### Épisode 31:Franky et ses androïdes à découvert
- Colombie : 11 juillet 2016 sur Nickelodeon (Amérique latine)
- France : 1er novembre 2017 sur Gulli

### Épisode 32:Franky devient leader
- Colombie : 12 juillet 2016 sur Nickelodeon (Amérique latine)
- France : 2 novembre 2017 sur Gulli

### Épisode 33:Franky n’est qu’un robot
- Colombie : 13 juillet 2016 sur Nickelodeon (Amérique latine)
- France : 6 novembre 2017 sur Gulli

### Épisode 34:Mamie fait de la résistance
- Colombie : 14 juillet 2016 sur Nickelodeon (Amérique latine)
- France : 7 novembre 2017 sur Gulli

### Épisode 35:La grande fête de la ligue anti-robot
- Colombie : 15 juillet 2016 sur Nickelodeon (Amérique latine)
- France : 8 novembre 2017 sur Gulli

### Épisode 36:Franky à la rescousse de Roby
- Colombie : 18 juillet 2016 sur Nickelodeon (Amérique latine)
- France : 9 novembre 2017 sur Gulli

### Épisode 37:Franky, amoureuse d’Andromax?
- Colombie : 19 juillet 2016 sur Nickelodeon (Amérique latine)
- France : 13 novembre 2017 sur Gulli

### Épisode 38:Franky leader du Miaou
- Colombie : 20 juillet 2016 sur Nickelodeon (Amérique latine)
- France : 14 novembre 2017 sur Gulli

### Épisode 39:Franky doit prouver sa loyauté
- Colombie : 21 juillet 2016 sur Nickelodeon (Amérique latine)
- France : 15 novembre 2017 sur Gulli

### Épisode 40:Franky n’est plus Franky
- Colombie : 22 juillet 2016 sur Nickelodeon (Amérique latine)
- France : 16 novembre 2017 sur Gulli

### Épisode 41:Franky a un fan
- Colombie : 25 juillet 2016 sur Nickelodeon (Amérique latine)
- France : 20 novembre 2017 sur Gulli

### Épisode 42:Les défauts de Franky
- Colombie : 26 juillet 2016 sur Nickelodeon (Amérique latine)
- France : 22 novembre 2017 sur Gulli

### Épisode 43:Le bug de Franky
- Colombie : 27 juillet 2016 sur Nickelodeon (Amérique latine)
- France : 22 novembre 2017 sur Gulli

### Épisode 44:Franky a les batteries à plat
- Colombie : 28 juillet 2016 sur Nickelodeon (Amérique latine)
- France : 23 novembre 2017 sur Gulli

### Épisode 45:Franky, fille virtuelle
- Colombie : 29 juillet 2016 sur Nickelodeon (Amérique latine)
- France : 27 novembre 2017 sur Gulli

### Épisode 46:La fête d’anniversaire gâchée
- Colombie : 1er août 2016 sur Nickelodeon (Amérique latine)
- France : 28 novembre 2017 sur Gulli

### Épisode 47:Franky à nouveau grande sœur
- Colombie : 2 août 2016 sur Nickelodeon (Amérique latine)
- France : 29 novembre 2017 sur Gulli

### Épisode 48:Franky et le livre des secrets
- Colombie : 3 août 2016 sur Nickelodeon (Amérique latine)
- France : 30 novembre 2017 sur Gulli

### Épisode 49:Franky a du goût
- Colombie : 4 août 2016 sur Nickelodeon (Amérique latine)
- France : 4 décembre 2017 sur Gulli

### Épisode 50:Franky à la rescousse
- Colombie : 5 août 2016 sur Nickelodeon (Amérique latine)
- France : 5 décembre 2017 sur Gulli

### Épisode 51:Franky et le virus de la grippe
- Colombie : 8 août 2016 sur Nickelodeon (Amérique latine)
- France : 6 décembre 2017 sur Gulli

### Épisode 52:Franky et le super exterminateur
- Colombie : 9 août 2016 sur Nickelodeon (Amérique latine)
- France : 7 décembre 2017 sur Gulli

### Épisode 53:Franky se prend pour Douze
- Colombie : 10 août 2016 sur Nickelodeon (Amérique latine)
- France : 11 décembre 2017 sur Gulli

### Épisode 54:Franky et le secret de Roby
- Colombie : 11 août 2016 sur Nickelodeon (Amérique latine)
- France : 12 décembre 2017 sur Gulli

### Épisode 55:Franky monte sur scène
- Colombie : 12 août 2016 sur Nickelodeon (Amérique latine)
- France : 13 décembre 2017 sur Gulli

### Épisode 56:Franky, face à la nouvelle présidente
- Colombie : 15 août 2016 sur Nickelodeon (Amérique latine)
- France : 14 décembre 2017 sur Gulli

### Épisode 57:Robot ou pas?
- Colombie : 16 août 2016 sur Nickelodeon (Amérique latine)
- France : 18 décembre 2017 sur Gulli

### Épisode 58:Raisons et sentiments
- Colombie : 17 août 2016 sur Nickelodeon (Amérique latine)
- France : 19 décembre 2017 sur Gulli

### Épisode 59:La grande finale du concours
- Colombie : 18 août 2016 sur Nickelodeon (Amérique latine)
- France : 20 décembre 2017 sur Gulli

### Épisode 60:Franky ne peut pas s’échapper
- Colombie : 19 août 2016 sur Nickelodeon (Amérique latine)
- France : 21 décembre 2017 sur Gulli